# Шихан (Самарская область)
Шихан — опустевший посёлок в Челно-Вершинском районе Самарской области в составе сельского поселения Озерки. По фактическому состоянию на 2020 году представляет собой урочище.

## География
Находится на расстоянии примерно 16 километров по прямой на юг-юго-запад от районного центра села Челно-Вершины. 

## Население
Постоянное население было не учтено как в 2002 году, так и в 2010 году.